# Sphenomorphus nigriventris
Espèce
Synonymes
- Lygosoma nigriventre De Rooij, 1915

Sphenomorphus nigriventris est une espèce de sauriens de la famille des Scincidae.

## Répartition
Cette espèce est endémique de Papouasie-Nouvelle-Guinée.

## Publication originale
- de Rooij, 1915 : The Reptiles of the Indo-Australian Archipelago. I. Lacertilia, Chelonia, Emydosauria. Leiden, E. J. Brill, p. 1-384 (texte intégral).